# Ферід Мурад
Ферід Мурад (англ. Ferid Murad; 14 вересня 1936, Уайтінг, Індіана — 4 вересня 2023, Менло-Парк, Каліфорнія) — американський лікар і фармаколог, лауреат Нобелівської премії з фізіології і медицини 1998 року «За відкриття ролі оксиду азоту як сигнальної молекули в регуляції серцево-судинної системи». Показав, що нітрогліцерин та подібні ліки діють як вазодилататори в результаті утворення з них в організмі оксиду азоту NO, який діє як сигнальна молекула і розслабляючи діє на кровоносні судини. Директор Інституту молекулярної медицини при науковому центрі здоров'я Університету Техасу.

## Біографія
Ферід Мурад народився 14 вересня 1936 року в місті Уайтінг (Індіана) в бідній родині. Його батько Джон Мурад (до імміграції алб. Xhabir Murat Ejupi) народився в Албанії в 1892 році і підлітком перебрався до Західної Європи, а потім іммігрував у США. Мурад закінчив Університет Депо (Грінкестл, Індіана) в 1958 році. Отримав одночасно ступеня доктора медицини і доктора філософії в 1965 р. в Університеті Західного резерву.
Помер 4 вересня 2023 року.